# SC 1880 Frankfurt
SC 1880 Frankfurt is een Duitse Union rugbyclub uit Frankfurt am Main. De club werd opgericht in 1880 door de fusie van twee locale rugbyteams en heeft ongeveer 1850 leden. Naast rugby kunnen er ook verschillende andere sporten, zoals tennis, rugby, hockey en atletiek, beoefend worden op deze vereniging. De rugbyclub is tien keer landskampioen geworden, de laatste keer in 2024. De heren en dames van de hockeytak zijn verschillende keren landskampioen geworden. Tevens wonnen de heren vijf keer op rij (1971 t/m 1975) de Europacup I.

## Externe links

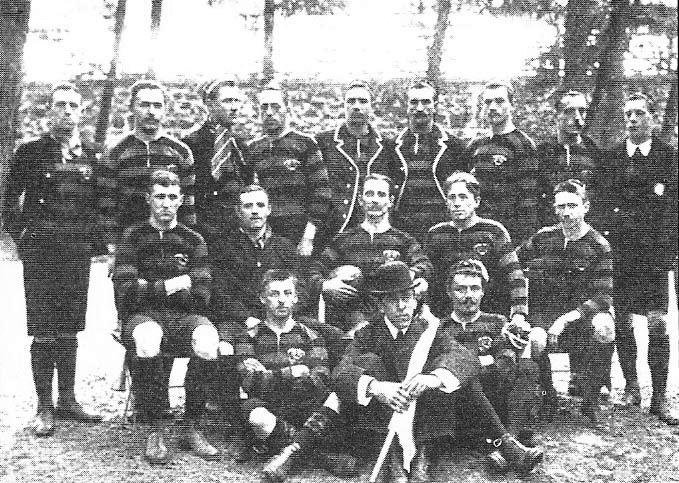
Rugbyteam van 1900

## Bekende (oud-)spelers
- Wolfgang Baumgart
- Stefan Blöcher
- Theodor Haag
- Detlev Kittstein
- Andreas Mollandin
- Ekkhard Schmidt-Opper